# Букар Нарбанха
Букар Нарбанха (Анарбана) (д/н–1894) — 6-й маї (володар) Мандари в 1842—1894 роках. Відомий також як Букар III.

## Життєпис
Походив з династії Санкре. Посів трон 1842 року після смерті маї Хіасе. Продовжив політику попередника з приборкання анімалістських племен півдня та сходу.
Водночас поновив боротьбу проти фульбеської держава Адамауа. Втім зазнав від неї низки поразок. Стара столиця Дуло була захоплена. Сам маї мусив тікати до Діоки.
Цим скористався Умар I, шеху Борну, що 1850 року вдерся до Мандари, змусивши Букара тікати до нової столиці Мора, де він зміг відбити усі напади. Проте мусив визнати зверхність Борну, зобов'язавши як данину надсилати щорічно 700 рабів (400 чоловіків і 300 жінок).
Протягом 1870-х років опікувався відродженням держави, внаслідок чого відновив стару столицю Дуло. Протягом 1880-х роках до Мандари вдералися війська, відправлені Мухаммадом Ахмадом, очільником Махдійської держави в Судані.
Напочатку 1890-х років поновив боротьбу з Адамауа, насамперед його ламідатом (провінцією) Маруа, ламідо якого посилив нападу на Мандару. 1893 році в битві біля Догбі завдав військам останнього поразки. В результаті домігся припинення нападів на свою державу.
1894 року зазнав поразки від Хаяту ібн Саїда, ламідо Балди, та Рабіха аз-Зубайра, потрапив у полон й був страчений у Дікві. Йому спадкував син Умар Аджара.